# Famille Ma
Cette page explique l’histoire ou répertorie les différents membres de la famille Ma.
La famille Ma est une véritable dynastie d'artistes d'où sortent d'illustres peintres chinois dont le plus connu est Ma Yuan. Cette famille sert pendant cinq générations, les empereurs de Chine durant la période Song. 

## Arbre généalogique de la famille Ma
L'arbre généalogique ci-dessous reconstitue la famille des Ma.  
|  |  |  |  |  |  |  |  |  |  |  |  |  |  |  |  |  |  |  |  |  |  |  |  |                                                      |                                                      |                                                      |                                                      |                                                      |                                                      |  |  |  |  |                                                                  |                                                         |                                                         |                                                         |                                                         |                                                         |  |  |  |  |                                                           |                                                           |                                                           |                                                           |                                                           |                                                           |  |  |  |  |                                              |                                         |                                         |                                         |                                         |                                         |  |  |  |  |  |  |  |  |
|  |  |  |  |  |  |  |  |  |  |  |  |  |  |  |  |  |  |  |  |  |  |  |  |                                                      |                                                      |                                                      |                                                      |                                                      |                                                      |  |  |  |  | Ma Fen Actif au XIIe siècle Père de Ma Xingzu                    |                                                         |                                                         |                                                         |                                                         |                                                         |  |  |  |  |                                                           |                                                           |                                                           |                                                           |                                                           |                                                           |  |  |  |  |                                              |                                         |                                         |                                         |                                         |                                         |  |  |  |  |  |  |  |  |
|  |  |  |  |  |  |  |  |  |  |  |  |  |  |  |  |  |  |  |  |  |  |  |  |                                                      |                                                      |                                                      |                                                      |                                                      |                                                      |  |  |  |  |                                                                  |                                                         |                                                         |                                                         |                                                         |                                                         |  |  |  |  |                                                           |                                                           |                                                           |                                                           |                                                           |                                                           |  |  |  |  |                                              |                                         |                                         |                                         |                                         |                                         |  |  |  |  |  |  |  |  |
|  |  |  |  |  |  |  |  |  |  |  |  |  |  |  |  |  |  |  |  |  |  |  |  |                                                      |                                                      |                                                      |                                                      |                                                      |                                                      |  |  |  |  | Ma Xingzu Actif au XIIe siècle Père de Ma Gongxian et Ma Shirong |                                                         |                                                         |                                                         |                                                         |                                                         |  |  |  |  |                                                           |                                                           |                                                           |                                                           |                                                           |                                                           |  |  |  |  |                                              |                                         |                                         |                                         |                                         |                                         |  |  |  |  |  |  |  |  |
|  |  |  |  |  |  |  |  |  |  |  |  |  |  |  |  |  |  |  |  |  |  |  |  |                                                      |                                                      |                                                      |                                                      |                                                      |                                                      |  |  |  |  |                                                                  |                                                         |                                                         |                                                         |                                                         |                                                         |  |  |  |  |                                                           |                                                           |                                                           |                                                           |                                                           |                                                           |  |  |  |  |                                              |                                         |                                         |                                         |                                         |                                         |  |  |  |  |  |  |  |  |
|  |  |  |  |  |  |  |  |  |  |  |  |  |  |  |  |  |  |  |  |  |  |  |  |                                                      |                                                      |                                                      |                                                      |                                                      |                                                      |  |  |  |  |                                                                  |                                                         |                                                         |                                                         |                                                         |                                                         |  |  |  |  |                                                           |                                                           |                                                           |                                                           |                                                           |                                                           |  |  |  |  |                                              |                                         |                                         |                                         |                                         |                                         |  |  |  |  |  |  |  |  |
|  |  |  |  |  |  |  |  |  |  |  |  |  |  |  |  |  |  |  |  |  |  |  |  | Ma Gongxian Actif au XIIe siècle Frère de Ma Shirong | Ma Gongxian Actif au XIIe siècle Frère de Ma Shirong | Ma Gongxian Actif au XIIe siècle Frère de Ma Shirong | Ma Gongxian Actif au XIIe siècle Frère de Ma Shirong | Ma Gongxian Actif au XIIe siècle Frère de Ma Shirong | Ma Gongxian Actif au XIIe siècle Frère de Ma Shirong |  |  |  |  |                                                                  |                                                         |                                                         |                                                         |                                                         |                                                         |  |  |  |  | Ma Shirong Actif au XIIe siècle Père de Ma Kui et Ma Yuan | Ma Shirong Actif au XIIe siècle Père de Ma Kui et Ma Yuan | Ma Shirong Actif au XIIe siècle Père de Ma Kui et Ma Yuan | Ma Shirong Actif au XIIe siècle Père de Ma Kui et Ma Yuan | Ma Shirong Actif au XIIe siècle Père de Ma Kui et Ma Yuan | Ma Shirong Actif au XIIe siècle Père de Ma Kui et Ma Yuan |  |  |  |  |                                              |                                         |                                         |                                         |                                         |                                         |  |  |  |  |  |  |  |  |
|  |  |  |  |  |  |  |  |  |  |  |  |  |  |  |  |  |  |  |  |  |  |  |  | Ma Gongxian Actif au XIIe siècle Frère de Ma Shirong | Ma Gongxian Actif au XIIe siècle Frère de Ma Shirong | Ma Gongxian Actif au XIIe siècle Frère de Ma Shirong | Ma Gongxian Actif au XIIe siècle Frère de Ma Shirong | Ma Gongxian Actif au XIIe siècle Frère de Ma Shirong | Ma Gongxian Actif au XIIe siècle Frère de Ma Shirong |  |  |  |  |                                                                  |                                                         |                                                         |                                                         |                                                         |                                                         |  |  |  |  | Ma Shirong Actif au XIIe siècle Père de Ma Kui et Ma Yuan | Ma Shirong Actif au XIIe siècle Père de Ma Kui et Ma Yuan | Ma Shirong Actif au XIIe siècle Père de Ma Kui et Ma Yuan | Ma Shirong Actif au XIIe siècle Père de Ma Kui et Ma Yuan | Ma Shirong Actif au XIIe siècle Père de Ma Kui et Ma Yuan | Ma Shirong Actif au XIIe siècle Père de Ma Kui et Ma Yuan |  |  |  |  |                                              |                                         |                                         |                                         |                                         |                                         |  |  |  |  |  |  |  |  |
|  |  |  |  |  |  |  |  |  |  |  |  |  |  |  |  |  |  |  |  |  |  |  |  |                                                      |                                                      |                                                      |                                                      |                                                      |                                                      |  |  |  |  |                                                                  |                                                         |                                                         |                                                         |                                                         |                                                         |  |  |  |  |                                                           |                                                           |                                                           |                                                           |                                                           |                                                           |  |  |  |  |                                              |                                         |                                         |                                         |                                         |                                         |  |  |  |  |  |  |  |  |
|  |  |  |  |  |  |  |  |  |  |  |  |  |  |  |  |  |  |  |  |  |  |  |  |                                                      |                                                      |                                                      |                                                      |                                                      |                                                      |  |  |  |  | Ma Kui Actif aux XIIe et XIIIe siècles Frère de Ma Yuan          | Ma Kui Actif aux XIIe et XIIIe siècles Frère de Ma Yuan | Ma Kui Actif aux XIIe et XIIIe siècles Frère de Ma Yuan | Ma Kui Actif aux XIIe et XIIIe siècles Frère de Ma Yuan | Ma Kui Actif aux XIIe et XIIIe siècles Frère de Ma Yuan | Ma Kui Actif aux XIIe et XIIIe siècles Frère de Ma Yuan |  |  |  |  |                                                           |                                                           |                                                           |                                                           |                                                           |                                                           |  |  |  |  | Ma Yuan Actif aux XIIe et XIIIe siècles      | Ma Yuan Actif aux XIIe et XIIIe siècles | Ma Yuan Actif aux XIIe et XIIIe siècles | Ma Yuan Actif aux XIIe et XIIIe siècles | Ma Yuan Actif aux XIIe et XIIIe siècles | Ma Yuan Actif aux XIIe et XIIIe siècles |  |  |  |  |  |  |  |  |
|  |  |  |  |  |  |  |  |  |  |  |  |  |  |  |  |  |  |  |  |  |  |  |  |                                                      |                                                      |                                                      |                                                      |                                                      |                                                      |  |  |  |  | Ma Kui Actif aux XIIe et XIIIe siècles Frère de Ma Yuan          | Ma Kui Actif aux XIIe et XIIIe siècles Frère de Ma Yuan | Ma Kui Actif aux XIIe et XIIIe siècles Frère de Ma Yuan | Ma Kui Actif aux XIIe et XIIIe siècles Frère de Ma Yuan | Ma Kui Actif aux XIIe et XIIIe siècles Frère de Ma Yuan | Ma Kui Actif aux XIIe et XIIIe siècles Frère de Ma Yuan |  |  |  |  |                                                           |                                                           |                                                           |                                                           |                                                           |                                                           |  |  |  |  | Ma Yuan Actif aux XIIe et XIIIe siècles      | Ma Yuan Actif aux XIIe et XIIIe siècles | Ma Yuan Actif aux XIIe et XIIIe siècles | Ma Yuan Actif aux XIIe et XIIIe siècles | Ma Yuan Actif aux XIIe et XIIIe siècles | Ma Yuan Actif aux XIIe et XIIIe siècles |  |  |  |  |  |  |  |  |
|  |  |  |  |  |  |  |  |  |  |  |  |  |  |  |  |  |  |  |  |  |  |  |  |                                                      |                                                      |                                                      |                                                      |                                                      |                                                      |  |  |  |  |                                                                  |                                                         |                                                         |                                                         |                                                         |                                                         |  |  |  |  |                                                           |                                                           |                                                           |                                                           |                                                           |                                                           |  |  |  |  | Ma Lin Fils de Ma Yuan Actif au XIIIe siècle |                                         |                                         |                                         |                                         |                                         |  |  |  |  |  |  |  |  |

## Biographies.
Biographies.
Première génération:

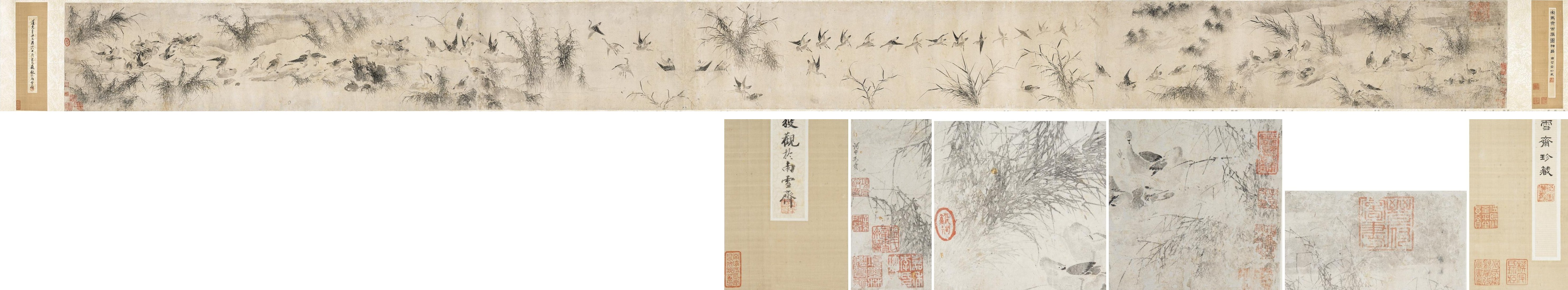

- Ma Fen, peintre chinois du XIIe siècle, est actif dans la première moitié de ce siècle. C'est un peintre de figures bouddhiques, il est le père de Ma Xingzu[1].

Deuxième génération:
- Ma Xingzu, peintre chinois du XIIe siècle, est actif vers le milieu de ce siècle. C'est un peintre de personnages, de paysages, de fleurs et d'oiseaux. Il est le fils de Ma Fen et père de Ma Gongxian et de Ma Shirong[2].

Troisième génération:

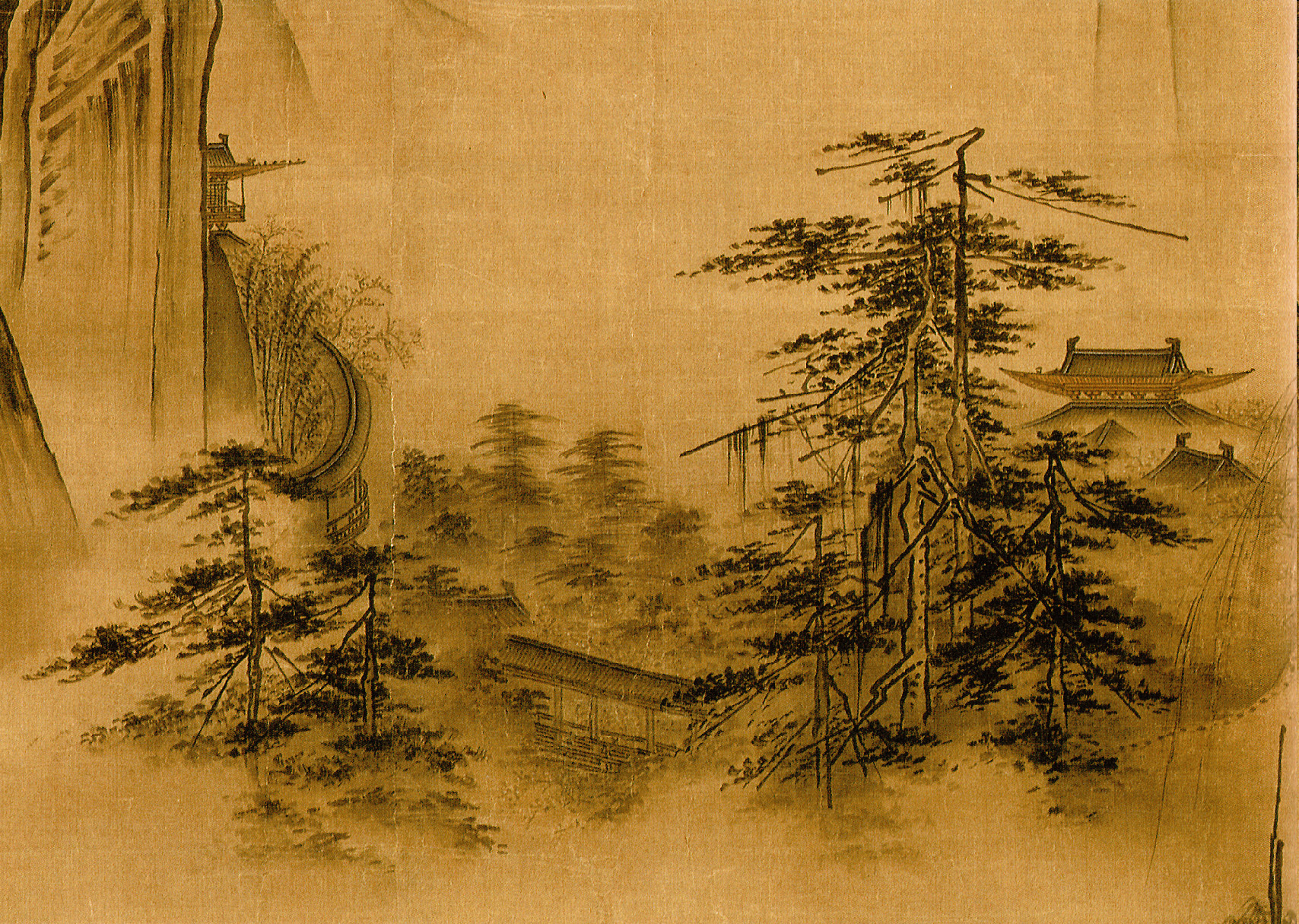

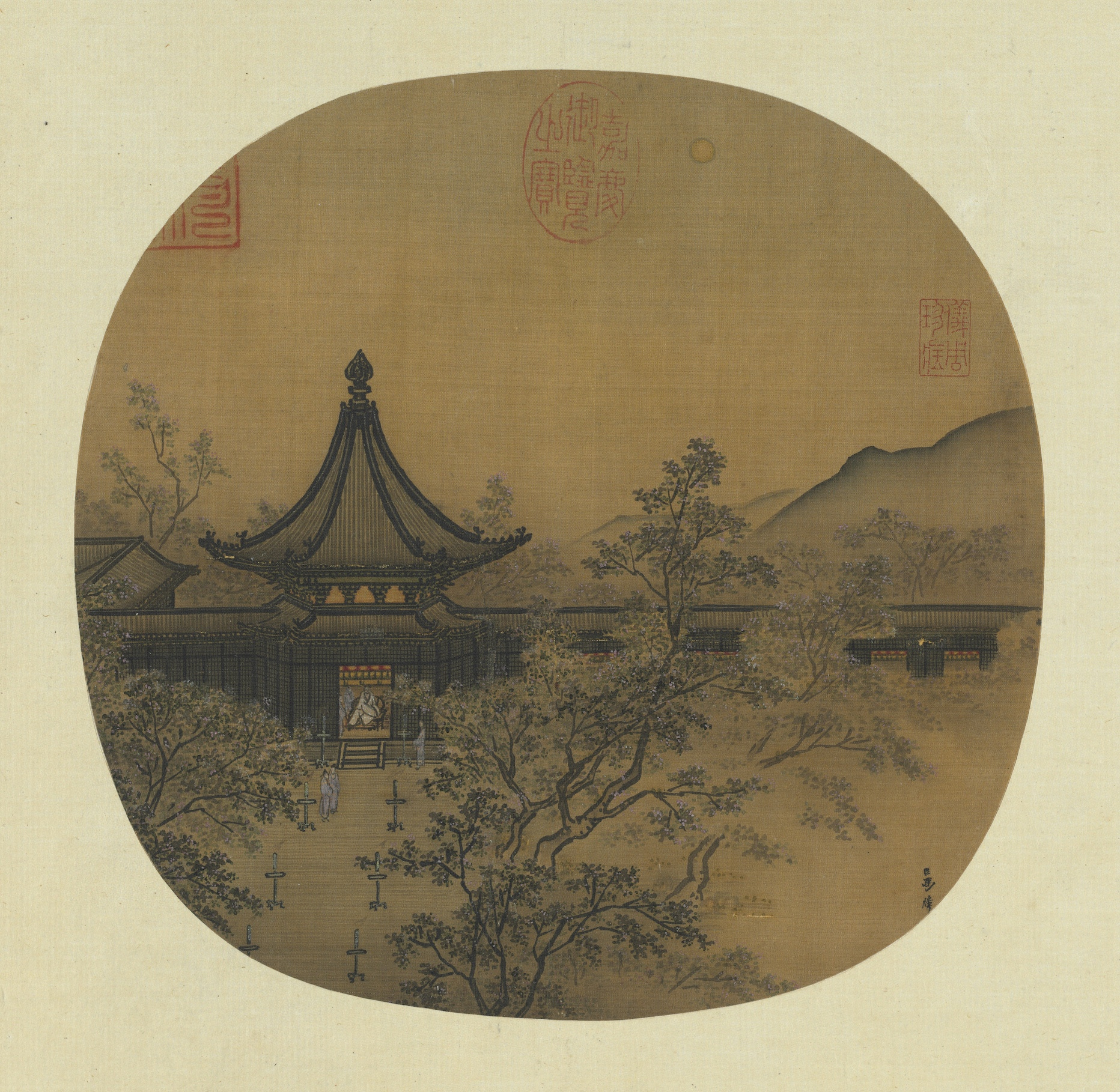

- Ma Gongxian, peintre chinois du XIIe siècle, est actif vers le milieu du XIIe siècle. C'est un peintre de figures, de paysages, de fleurs et d'oiseaux. Il est le fils de Ma Xingzu et frère de Ma Shirong[3].
- Ma Shirong, peintre chinois du XIIe siècle, est actif vers le milieu du XIIe siècle. Comme son frère Ma Gongxian, il est lui aussi peintre de figures, de paysages, de fleurs et d'oiseaux. Il est le fils de Ma Xingzu, père de Ma Kui et Ma Yuan[4].

Quatrième génération:
- Ma Kui, peintre chinois des XIIe et XIIIe siècles, est actif avers le début du XIIIe siècle. Il suit l'exemple de son père Ma Shirong en peignant figures, paysages, fleurs et oiseaux. Il est frère de Ma Yuan[5].
- Ma Yuan, peintre chinois des XIIe et XIIIe siècles, est actif vers le début du XIIIe siècle. Il est le fils de Ma Shirong, frère de Ma Kui, et père de Ma Lin[6].

Cinquième génération:
- Ma Lin, peintre chinois du XIIIe siècle, actif dans le milieu de ce siècle. Il est le fils de Ma Yuan et dernier membre connu de cette famille[7]. Bénézit 9